# 彰化公園

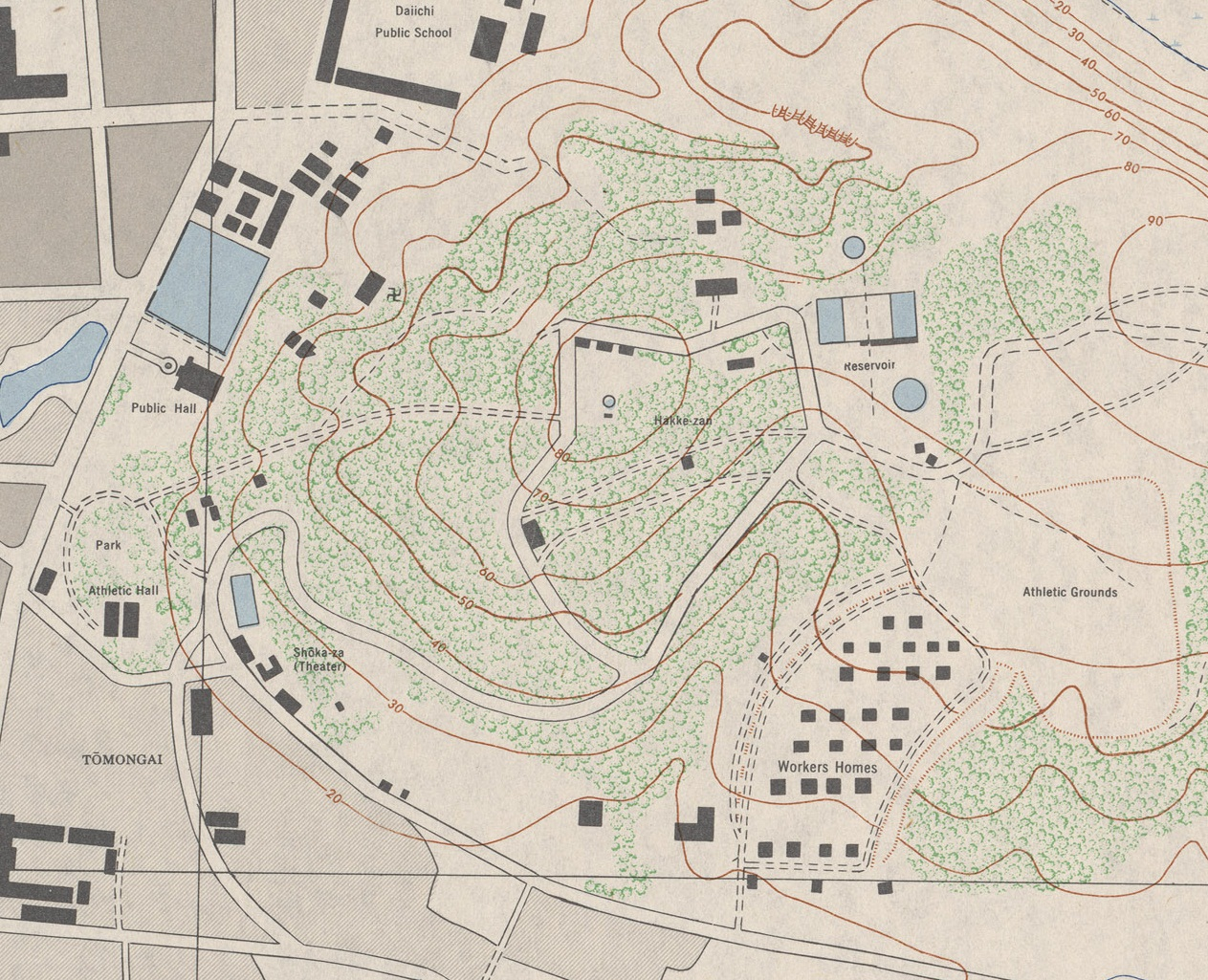
日治末期的八卦山一帶地圖，彰化公園即位在此區。

八卦山頂上的北白川宮能久親王御遺跡碑

彰化神社

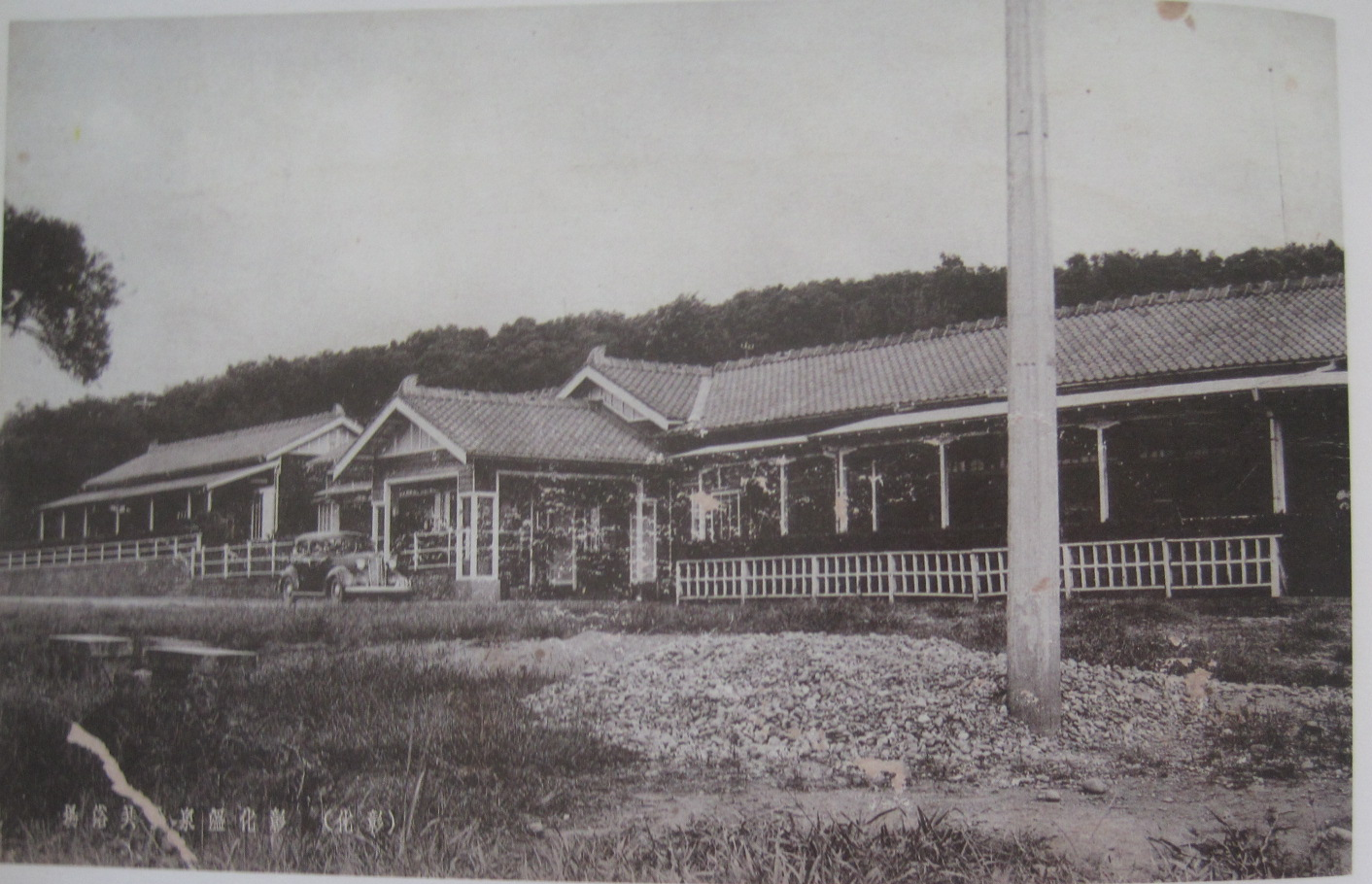
彰化溫泉公共浴場

彰化公園是臺灣日治時期所開闢之位於今彰化縣彰化市東部的公園，其範圍涵蓋今八卦山風景區大佛風景區以及八卦山山腳下的彰化縣議會、青年運動中心、社教館等設施。

## 沿革
彰化公園是在明治三十五年（1902年）集資籌建，成立的原因之一為整理八卦山上的北白川宮御遺跡。該位在臺中廳線東堡彰化街的公園於明治三十八年（1905年）12月開園，其面積比之前所設的臺北圓山公園、基隆高砂公園、臺中公園等公園還要大，四年後（1909年）公園範圍擴張，面積達到四萬多坪，其內有園林、水池假山，並種有榕樹、蓮霧、龍眼等植栽。
二次大戰後，彰化公園位於八卦山麓的部分開始被開發改建，八卦山上的部分其設施也有所變動，逐漸變為八卦山風景區大佛風景區一帶。

## 園內主要設施、景點[1]
- 北白川宮御遺跡地
- 紅毛井
- 古月井
- 彰化溫泉浴場
- 彰化市公會堂
- 彰化神社
- 彰化水源地
- 彰化武德殿
- 天文展望臺
- 綜合運動場